# Magnicidios políticos en Colombia
La violencia política es uno de los fenómenos más recurrentes y trágicos de la historia contemporánea de Colombia, que ha marcado al país latinoamericano con varios magnicidios en las últimas décadas. El más reciente fue el cometido contra el senador y precandidato presidencial Miguel Uribe Turbay, fallecido en agosto de 2025, tras haber sido gravemente herido dos meses antes.

## Historia
El primer magnicidio reconocido en la historia contemporánea fue el del general Rafael Uribe Uribe, líder liberal asesinado en 1914 a las puertas del Capitolio Nacional en Bogotá. Su muerte marcó un precedente en el uso de la violencia como instrumento político en el país.
El 9 de abril de 1948, el asesinato del caudillo liberal Jorge Eliécer Gaitán desató el Bogotazo y dio inicio a una etapa de violencia bipartidista conocida como La Violencia (1948-1958). La eliminación de Gaitán truncó una de las candidaturas presidenciales más populares de la época y profundizó la polarización entre liberales y conservadores.
Con el fortalecimiento de las guerrillas y el surgimiento del narcotráfico, los asesinatos políticos se intensificaron.
En 1987, fue asesinado Jaime Pardo Leal, candidato presidencial de la Unión Patriótica (UP), en un atentado atribuido a sicarios vinculados al narcotráfico y a grupos paramilitares.
El 18 de agosto de 1989, sicarios del cartel de Medellín asesinaron a Luis Carlos Galán Sarmiento, líder liberal y favorito en las elecciones presidenciales de 1990. Su muerte fue considerada un punto de quiebre en la política colombiana.
Entre 1989 y 1990, el país vivió una de sus peores oleadas de magnicidios:
Bernardo Jaramillo Ossa, presidente de la UP y candidato presidencial, fue asesinado en marzo de 1990.
Carlos Pizarro Leongómez, excomandante del M-19 y candidato presidencial, fue asesinado en abril del mismo año, apenas semanas después de firmar la paz con el gobierno.
Aunque con la entrada del siglo XXI disminuyó la cantidad de magnicidios de alcance nacional, persistieron los asesinatos de líderes sociales, defensores de derechos humanos y dirigentes regionales, muchos de ellos en zonas rurales afectadas por el conflicto armado y la economía ilícita.
El 7 de junio de 2025, el senador y precandidato presidencial Miguel Uribe Turbay fue atacado en Bogotá durante un acto político. Tras permanecer hospitalizado dos meses, falleció el 11 de agosto de 2025. Su muerte evocó los magnicidios de finales del siglo XX y reavivó el debate sobre la seguridad electoral en Colombia.

## Políticos asesinados en Colombia

### Rafael Uribe Uribe
El 15 de octubre de 1914, el general y líder liberal Rafael Uribe Uribe fue atacado mortalmente en la Plaza de Bolívar de Bogotá, cuando se dirigía al Capitolio Nacional para presentar un proyecto de ley a favor de los trabajadores. En el lugar fue interceptado por Leovigildo Galarza y Jesús Carvajal, dos obreros que lo golpearon brutalmente con hachuelas de carpintero, causándole graves heridas en la cabeza y el rostro. Aunque inicialmente sobrevivió al ataque, falleció a las 2 de la madrugada del 16 de octubre de 1914 debido a la gravedad de las lesiones. Los agresores fueron detenidos de inmediato y en junio de 1918 fueron condenados a 20 años de presidio, junto con la privación de derechos políticos, la inhabilitación para ejercer cargos públicos y el pago de una indemnización de 80.000 pesos oro más los costos procesales.

### Jorge Eliécer Gaitán
El 9 de abril de 1948, el líder liberal Jorge Eliécer Gaitán, considerado el político más influyente de su época y principal candidato presidencial para las elecciones de 1950, fue asesinado en el centro de Bogotá. Gaitán se encontraba en su oficina, en la Carrera Séptima con Avenida Jiménez, y al salir alrededor de la 1:05 p. m. recibió varios disparos a quemarropa que le causaron la muerte casi inmediata. El presunto autor material, Juan Roa Sierra, fue detenido por una multitud enfurecida que lo linchó en el lugar, arrastrando su cuerpo hasta la Casa del Florero, donde murió bajo golpes y pedradas.
Las circunstancias del crimen nunca fueron esclarecidas por completo. La versión oficial sostuvo que Roa Sierra actuó por iniciativa personal, pero durante décadas han circulado teorías que señalan la posible intervención de intereses internacionales, sectores conservadores y organismos de inteligencia extranjera, dado que Gaitán representaba un proyecto de cambio social profundo que amenazaba al orden político tradicional.
El asesinato de Gaitán desató una ola de violencia popular conocida como El Bogotazo, que se extendió a lo largo y ancho de la capital con saqueos, incendios y enfrentamientos armados entre civiles y la fuerza pública. Se estima que en los disturbios murieron entre 1.500 y 3.000 personas en un solo día. A nivel nacional, su muerte marcó el inicio de una época conocida como La Violencia (1948-1958), caracterizada por la confrontación sangrienta entre liberales y conservadores, que dejó cientos de miles de víctimas.

### Rodrigo Lara Bonilla
El 30 de abril de 1984, el entonces ministro de Justicia de Colombia, Rodrigo Lara Bonilla, fue asesinado en Bogotá por sicarios al servicio del Cartel de Medellín, en un hecho que marcó un antes y un después en la relación entre el narcotráfico y el Estado colombiano. Lara Bonilla, de 37 años, había asumido el cargo en agosto de 1983 y se convirtió en uno de los primeros altos funcionarios en denunciar públicamente la penetración del narcotráfico en la política, impulsando investigaciones contra figuras vinculadas a la mafia, entre ellas el congresista Pablo Escobar.El asesinato de Rodrigo Lara Bonilla tuvo un impacto nacional e internacional inmediato. El presidente Belisario Betancur decretó duelo nacional y reforzó la lucha contra el narcotráfico. Su muerte aceleró la firma del tratado de extradición con Estados Unidos, convirtiéndose en uno de los principales detonantes de la guerra declarada por el Cartel de Medellín contra el Estado colombiano.

### Jaime Pardo Leal
El 11 de octubre de 1987, el dirigente político Jaime Pardo Leal, presidente de la Unión Patriótica (UP) y excandidato presidencial, fue asesinado en un atentado ocurrido en la vía que conecta Bogotá con La Mesa (Cundinamarca). Pardo Leal, de 41 años, había alcanzado notoriedad como juez y defensor de derechos humanos, además de ser una de las figuras más representativas de la izquierda colombiana en la década de 1980. El ataque fue atribuido a grupos paramilitares con nexos en sectores políticos y económicos, que veían en la UP una amenaza por su creciente influencia electoral y por su origen vinculado a los diálogos de paz entre el gobierno de Belisario Betancur y las FARC.

### Luis Carlos Galán
El 18 de agosto de 1989, el candidato presidencial y líder del movimiento Nuevo Liberalismo, Luis Carlos Galán Sarmiento, fue asesinado en un atentado perpetrado durante un acto político en la plaza de Soacha, Cundinamarca. Galán, de 45 años, era considerado el favorito para ganar las elecciones presidenciales de 1990 y uno de los políticos más influyentes de su generación, con un fuerte discurso contra la corrupción y el narcotráfico.
Aquella noche, Galán se disponía a dar un discurso ante miles de simpatizantes cuando varios sicarios infiltrados entre la multitud abrieron fuego contra la tarima. El político recibió impactos mortales en el tórax y la cabeza, y aunque fue trasladado con vida a la clínica de Kennedy en Bogotá, falleció minutos después. En el ataque también murieron el concejal Santiago Cuervo y el escolta Julio César Peñaloza. Las investigaciones judiciales establecieron que detrás del magnicidio se encontraba una alianza entre el Cartel de Medellín, liderado por Pablo Escobar, y sectores del narcotráfico aliados con políticos tradicionales y miembros de fuerzas de seguridad corruptas.

### Bernardo Jaramillo Ossa
El 22 de marzo de 1990, el dirigente político Bernardo Jaramillo Ossa, candidato presidencial por la Unión Patriótica (UP), fue asesinado en el aeropuerto El Dorado de Bogotá mientras se disponía a abordar un vuelo con destino a Santa Marta. Jaramillo, de 34 años, era considerado la principal figura emergente de la izquierda colombiana y representaba una esperanza de renovación política tras el asesinato de su predecesor, Jaime Pardo Leal, en 1987. El ataque fue perpetrado por un joven sicario identificado como Andrés Arturo Gutiérrez Maya, alias El Zarco, quien disparó contra Jaramillo en medio de la multitud del aeropuerto. La autoría intelectual del crimen ha sido atribuida a estructuras paramilitares lideradas por Carlos Castaño Gil, con la complicidad de sectores estatales. Jaramillo había denunciado en repetidas ocasiones la persecución sistemática contra la Unión Patriótica, partido que para entonces había perdido a más de un millar de militantes, dirigentes y simpatizantes en un proceso de exterminio político.

### Carlos Pizarro Leongómez
El 26 de abril de 1990, el comandante desmovilizado del Movimiento 19 de Abril (M-19) y candidato presidencial por la Alianza Democrática M-19 (AD M-19), Carlos Pizarro Leongómez, fue asesinado a bordo de un avión de Avianca que cubría la ruta Bogotá–Barranquilla. Pizarro, de 38 años, había firmado meses antes los Acuerdos de Paz de Santo Domingo (1989-1990) con el gobierno de Virgilio Barco, que marcaron la desmovilización del M-19 y su tránsito a la vida civil. Su candidatura representaba una opción novedosa en el escenario político, con un fuerte respaldo popular, especialmente entre jóvenes y sectores urbanos, quienes lo veían como un símbolo de reconciliación nacional. El crimen ocurrió minutos después del despegue del avión en el aeropuerto El Dorado, cuando un sicario identificado como Gerardo Gutiérrez Uribe abrió fuego contra el dirigente. El agresor fue abatido de inmediato por un escolta del Departamento Administrativo de Seguridad (DAS), lo que impidió esclarecer mayores detalles sobre los autores intelectuales. Las investigaciones posteriores vincularon el asesinato con estructuras del paramilitarismo, en especial con Carlos Castaño Gil, así como con sectores interesados en frenar la consolidación política del recién creado movimiento AD M-19.

### Jaime Garzón Forero
El 13 de agosto de 1999, el abogado, periodista, mediador de paz y humorista político Jaime Garzón Forero fue asesinado en Bogotá, en un crimen que conmocionó profundamente a la sociedad colombiana. Garzón, de 38 años, se había consolidado como una de las voces más influyentes del país gracias a su estilo crítico y satírico, con personajes como Heriberto de la Calle, a través de los cuales denunciaba la corrupción, la violencia y las injusticias sociales.
El asesinato ocurrió en la madrugada, cuando se dirigía en su vehículo a la emisora Radionet, donde trabajaba como comentarista. En la intersección de la avenida de las Américas con avenida Boyacá, dos sicarios en motocicleta interceptaron su camioneta y le dispararon en repetidas ocasiones, causándole la muerte inmediata.
Las investigaciones oficiales señalaron inicialmente la participación de las Autodefensas Unidas de Colombia (AUC), bajo órdenes de Carlos Castaño Gil, aunque diversos sectores han sostenido que detrás del crimen estuvieron sectores de las Fuerzas Armadas y miembros de organismos de inteligencia del Estado que veían en Garzón un obstáculo por su labor como mediador en secuestros y en procesos de paz.

### Miguel Uribe Turbay
Aunque se discute ampliamente si este atentado puede calificarse propiamente como un "magnicidio", El 7 de junio de 2025, el político bogotano y exsenador Miguel Uribe Turbay fue víctima de un atentado en la ciudad de Bogotá, Colombia. Tras 2 meses de lucha, falleció el 11 de agosto de 2025 en hechos ocurridos en inmediaciones de la Fundación Santa Fe, donde falleció tras recibir varios impactos de bala. El asesinato ocurrió en medio de un contexto de tensiones políticas y sociales en el país. Uribe Turbay era considerado uno de los aspirantes con mayor proyección hacia futuras elecciones locales y nacionales, lo que incrementó el impacto del crimen en la opinión pública. Las primeras investigaciones señalaron la posible participación de estructuras criminales ligadas al narcotráfico y al crimen organizado, aunque no se descartó la hipótesis de móviles políticos, dada la influencia y ascendencia que mantenía dentro del panorama político nacional.